# Зілаїрський район
Зілаїрський район (рос. Зилаирский район, башк. Йылайыр районы) — адміністративна одиниця Республіки Башкортостан Російської Федерації.
Адміністративний центр — село Зілаїр.

## Населення
Населення району становить 15115 осіб (2019, 16590 у 2010, 18939 у 2002).

## Адміністративно-територіальний поділ
На території району 13 сільських поселень, які називаються сільськими радами:
| Поселення                       | Площа, км² | Населення, осіб (2002) | Населення, осіб (2010) | Населення, осіб (2019) | Центр          | Населені пункти |
| ------------------------------- | ---------- | ---------------------- | ---------------------- | ---------------------- | -------------- | --------------- |
| Бердяська сільська рада         | 546,00     | 637                    | 598                    | 561                    | Бердяш         | 4               |
| Верхньогалеєвська сільська рада | 124,00     | 702                    | 610                    | 527                    | Верхньогалеєво | 6               |
| Дмитрієвська сільська рада      | 1010,00    | 871                    | 595                    | 508                    | Дмитрієвка     | 7               |
| Зілаїрська сільська рада        | 1115,00    | 6492                   | 5989                   | 5672                   | Зілаїр         | 8               |
| Івано-Кувалатська сільська рада | 782,36     | 774                    | 593                    | 481                    | Івано-Кувалат  | 4               |
| Кананікольська сільська рада    | 1048,00    | 1384                   | 1085                   | 811                    | Кананікольське | 3               |
| Канзафаровська сільська рада    | 132,00     | 716                    | 612                    | 550                    | Юмагужино      | 4               |
| Кашкаровська сільська рада      | 195,25     | 830                    | 759                    | 744                    | Кашкарово      | 4               |
| Матраєвська сільська рада       | 156,61     | 1742                   | 1581                   | 1344                   | Матраєво       | 7               |
| Сабировська сільська рада       | 170,80     | 889                    | 801                    | 734                    | Сабирово       | 3               |
| Уркаська сільська рада          | 144,00     | 410                    | 350                    | 304                    | Кизлар-Бірган  | 1               |
| Юлдибаєвська сільська рада      | 156,83     | 2359                   | 2034                   | 2008                   | Юлдибаєво      | 4               |
| Ямансазька сільська рада        | 193,14     | 1133                   | 983                    | 871                    | Ямансаз        | 2               |

## Найбільші населені пункти
| №  | Населений пункт | Населення, осіб (2002) | Населення, осіб (2010) |
| -- | --------------- | ---------------------- | ---------------------- |
| 1  | Зілаїр          | 5 861                  | 5 585                  |
| 2  | Юлдибаєво       | 1 910                  | 1 650                  |
| 3  | Матраєво        | 967                    | 940                    |
| 4  | Кананікольське  | 990                    | 805                    |
| 5  | Ямансаз         | 833                    | 733                    |
| 6  | Сабирово        | 596                    | 527                    |
| 7  | Бердяш          | 465                    | 450                    |
| 8  | Івано-Кувалат   | 499                    | 430                    |
| 9  | Кашкарово       | 413                    | 416                    |
| 10 | Юмагужино       | 455                    | 380                    |